# Stamnodes marinata
Stamnodes marinata là một loài bướm đêm trong họ Geometridae.